# Колле, Гельмут
Гельмут Колле (нем. Helmut Kolle; 24 февраля 1899, Шарлоттенбург — 17 ноября 1931, Шантийи) — немецкий художник-экспрессионист, длительное время работавший во Франции.

## Жизнь и творчество
Гельмут Колле родился в семье бактериолога Вильгельма Колле. Живописью стал заниматься ещё в ранней юности. В 1906 году его семья переехала в Берн, в 1917—1918 годах жил во Франкфурте-на-Майне. Здесь Г. Колле познакомился с известным торговцем предметами искусства и гомосексуалом Вильгельмом Уде, который стал покровителем молодого художника (В. Уде был старше его на 20 лет). Их сексуальное партнёрство продолжалось вплоть до смерти Г. Колле в 1931 году. В 1918 году Колле брал уроки у художницы Эрны Пиннер. В 1919—1922 годах он жил вместе с В. Уде в замке Лауэнштейн во Франкенвальде. в 1919—1920 годах Г. Колле сотрудничал с издаваемым В. Уде журналом Радость (Die Freude), в это же время много писал маслом и подписывал свои работы псевдонимом Гельмут фон. В 1922 году художник заболел эндокардитом, в том же году он с В. Уде уехал в Берлин. В 1924 году прошла первая персональная выставка произведений Г. Колле в дрезденском «салоне искусств Рихтер».
В 1924 году Г. Колле и В. Уде приехали во Францию, где Уде спонсировал живопись своей бывшей домработницы Серафины Луи. В Париже Г. Колле успешно выставлялся: так, на экспозиции в 1926 году в галерее Берг были распроданы почти все его картины. С этого момента художник отказался от псевдонима и начал подписывать полотна своим подлинным именем. При посредничестве В. Уде Г. Колле познакомился с Пабло Пикассо, Жоржем Браком и Анри Руссо, при этом картины, созданные Г. Колле, нашли высокую оценку со стороны Пикассо. В 1928 году Г. Колле, уже тяжело больной, вместе с В. Уде переехал в Шантийи. В 1929 году выставка его работ прошла в парижской галерее Жоржа Бернгейма, а в 1930 — в лондонской галерее Вертгейм. В 1932 году по инициативе В. Уде в парижской галерее Бонжан прошла ретроспектива творчества Г. Колле.
После смерти Г. Колле его творчество на родине было на длительное время предано забвению. Позднее выставки его работ состоялись в художественных музеях Ганновера, Гамбурга и Франкфурта-на-Майне (1952—1953), Хагена (1970), Мюнхена (1994—1995), Хемница (2010—2011) и Гамбурга (в Доме Эрнста Барлаха, с мая 2011). Во Франции полотна Г. Колле можно увидеть в музеях Гренобля, Санлиса и Витре.

## Память
В 1995 году Немецкой почтой была выпущена марка с изображением одного из полотен Г. Колле. После смерти художника ему посвятил одно из своих сочинений писатель Клаус Манн Художник Гельмут Колле (Der Maler Helmut Kolle, 1936). В снятом в 2008 году художественном фильме «Серафина» о наивном искусстве художницы Серафины Луи роль Г. Колле сыграл немецкий актёр Нико Рогнер.

## Галерея
- Стоящий мужчина в кепи (ок. 1926)
- Портрет Вильгельма Уде (ок. 1930)
- Читающий матрос
- Мандолина
- Мальчик, снимающий рубашку
- Мальчики с веерами
- Два мальчика с кошкой и птицей
- Торреро и пикадор
- Северный вокзал
- Почтовая марка Германии (1996) с натюрмортом работы Г.Колле